# Bruno Martinato
Bruno Martinato (* 8. August 1935 in Esch-sur-Alzette) ist ein ehemaliger luxemburgischer Radrennfahrer und nationaler Meister im Radsport.

## Sportliche Laufbahn
Martinato war im Straßenradsport aktiv und italienischer Abstammung. 1962 nahm er die luxemburgische Staatsangehörigkeit an.
Von 1961 bis 1963 war er Unabhängiger und Berufsfahrer. 1959 gewann er das Etappenrennen Flèche du Sud vor Günter Tüller, 1960 wurde er Zweiter hinter Raymond Jacobs.
1960 gewann er die Tour des deux Luxembourg. 1962 wurde er Dritter der nationalen Meisterschaft im Straßenrennen.
Martinato bestritt alle Grand Tours. Im Giro d’Italia 1962 wurde er 19. und 1963 31. Die Tour de France 1962 beendete er als 52. In der Vuelta a España1963 kam er auf den 64. Rang. In der Internationalen Friedensfahrt 1960 kam er auf den 17. Platz.